# Hadrothemis scabrifrons
Hadrothemis scabrifrons é uma espécie de libelinha da família Libellulidae.
Pode ser encontrada nos seguintes países: Quénia, Malawi, Moçambique, Tanzânia, Zâmbia e Zimbabwe.
Os seus habitats naturais são: florestas subtropicais ou tropicais húmidas de baixa altitude.
Está ameaçada por perda de habitat.